# 博洛鎮區 (伊利諾伊州華盛頓縣)
博洛鎮區（英語：Bolo Township）是位於美國伊利諾伊州華盛頓縣的一個行政鎮區。

## 地方資料
根據2010年美國人口普查的數據，博洛鎮區的面積為96.70平方千米，當中陸地面積為95.40平方千米，而水域面積為1.30平方千米。當地共有人口407人，而人口密度為每平方千米4.21人。